# Kokudo Chiriin

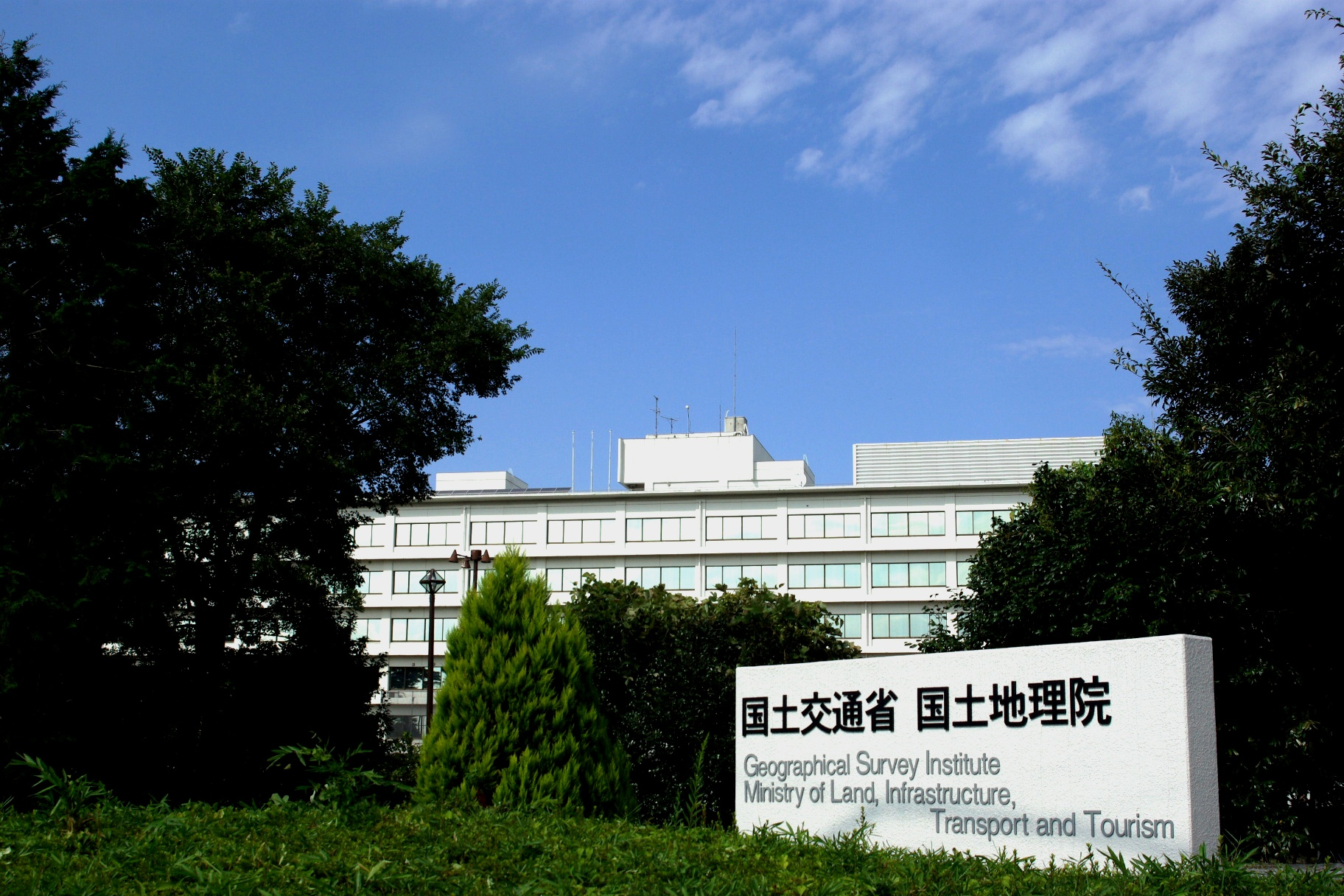
Sitz des Kokudo Chiriin in Tsukuba, Präfektur Ibaraki

Das Kokudo Chiriin (jap. 国土地理院, vor 1960 地理調査所, Chiri Chōsajo, engl. Geospatial Information Authority of Japan, von 1949 bis 1. April 2010 Geographical Survey Institute, kurz GSI) ist als nationales Landesvermessungsamt ein Sonderorgan des Kokudo-Kōtsū-shō (Ministerium für Land und Verkehr Japans). Die Aufgabe des GSI ist die Vermessung und Kartographierung des Staatsgebietes von Japan. Es wirkt zudem an der Normierung von Geoinformationen und an den internationalen Bemühungen der UN zur Standardisierung geographischer Namen mit. Außerdem erstellt das Vermessungsamt Katasterkarten, die zur Grundlage der Besteuerung von Kommunen, Gemeinden und Präfekturen (地方交付税) dienen. Darüber hinaus stellt das Vermessungsamt gemäß dem „Grundlegenden Gesetz über Maßnahmen im Katastrophenfall“ (災害対策基本法) und gemäß dem „Gesetz für den Fall eines bewaffneten Angriffs“ (武力攻撃事態法), bei Erdbeben, Vulkanausbrüchen, Katastrophenfällen oder Angriffen auf Japan topographische Informationen und Luftaufnahmen zur Verfügung. Es hat insbesondere auch die Aufgabe Katastrophen vorherzusagen und zu beobachten.
Das Hauptbüro befindet sich in Tsukuba in der Präfektur Ibaraki, wo sich ebenfalls ein zugehöriges Museum, das Science Museum of Map and Survey, befindet.

## Forschung über Erdbebenvorhersagen
Stationen mit Systemen zur magnetotellurischen Messung wurden in ganz Japan nach April 1996 installiert und zeichnen kontinuierlich Signale auf, die an das Mizusawa Geodetic Observatory und die Esashi-Station des GSI übertragen werden. Diese Stationen messen die Fluktuationen im elektromagnetischen Feld der Erde, die mit Erdbebenaktivitäten zusammenhängen. Die so gesammelten Rohdaten aus den Überwachungsstationen werden der wissenschaftlichen Gemeinschaft frei zugänglich gemacht, um weitere Studien der Interaktionen zwischen elektromagnetischen Ereignissen und Erdbebenaktivitäten zu erleichtern.
Das Institut ist beim nationalen Koordinationskomitee für Erdbebenvorhersagen (CCEP) repräsentiert.

## In fiktionalen Werken
Das GSI spielte im Roman Naokos Lächeln von Haruki Murakami eine Rolle als beabsichtigter Arbeitsplatz des Mitbewohners des Hauptcharakters. Zu der Handlungszeit des Romans in den späten 1960ern war das Institut noch in Tokio gelegen.